# Jelena Valova
Jelena Aleksandrovna Valova (Russisch: Елена Александровна Валова) (Leningrad, 4 januari 1963) is een Russisch voormalig kunstschaatsster. Ze nam met haar toenmalige echtgenoot Oleg Vasiljev deel aan twee edities van de Olympische Winterspelen: Sarajevo 1984 en Calgary 1988. In 1984 werden ze olympisch kampioen bij de paren. Ze waren 3x Europees en wereldkampioen.

## Biografie

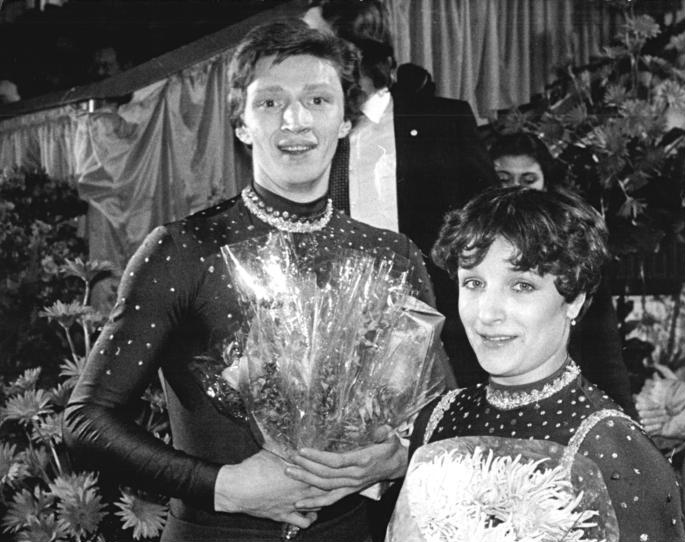
Jelena Valova en Oleg Vasiljev in het Oost-Duitse Karl-Marx-Stadt (1983)

Valova begon op zevenjarige leeftijd met kunstschaatsen. Ze werd als paarrijdster door haar coach Tamara Moskvina gekoppeld aan Oleg Vasiljev. Het seizoen 1982/83 betekende de doorbraak voor het paar. Valova en Vasiljev veroverden toen de zilveren medaille bij de EK en werden voor het eerst wereldkampioen. In 1984, tevens het jaar dat ze huwden, wonnen ze de gouden olympische medaille bij de Olympische Winterspelen in Sarajevo.
In de jaren 1984-86 werden ze drie keer op rij Europees kampioen. Het stel werd daarnaast in 1985 en 1988 ook wereldkampioen. Bij hun deelname aan de Olympische Winterspelen in Calgary moesten ze hun landgenoten Jekaterina Gordejeva / Sergej Grinkov voor zich laten en wonnen ze zilver. Als eerste Sovjetkunstschaatspaar gingen ze in 1989 verder als professionele schaatsers. Valova en Vasiljev veroverden in 1990 zilver en in 1994 brons bij de WK voor professionals. In 1992 scheidde het echtpaar. Valova ging na haar sportieve carrière in de Verenigde Staten aan de slag als coach. Ze is hertrouwd; met haar tweede echtgenoot heeft ze een zoon (geboren in 1996).

## Belangrijke resultaten
1978-1988 met Oleg Vasiljev (voor de Sovjet-Unie uitkomend)
| Kampioenschap           | 81/82 | 82/83  | 83/84  | 84/85  | 85/86  | 86/87  | 87/88  |
| ----------------------- | ----- | ------ | ------ | ------ | ------ | ------ | ------ |
| Olympische Spelen       |       |        | Goud   |        |        |        | Zilver |
| Wereldkampioenschap     |       | Goud   | Zilver | Goud   | Zilver | Zilver | Goud   |
| Europees kampioenschap  |       | Zilver | Goud   | Goud   | Goud   | Zilver |        |
| Nationaal kampioenschap | Brons |        |        | Zilver | Goud   |        |        |

1908: Anna Hübler / Heinrich Burger ·
1920: Ludovika Jakobsson / Walter Jakobsson ·
1924: Helene Engelmann / Alfred Berger ·
1928: Andrée Joly / Pierre Brunet ·
1932: Andrée Brunet / Pierre Brunet ·
1936: Maxi Herber / Ernst Baier ·
1948: Micheline Lannoy / Pierre Baugniet ·
1952: Ria Baran / Paul Falk ·
1956: Sissy Schwarz / Kurt Oppelt ·
1960: Barbara Wagner / Robert Paul ·
1964: Ljoedmila Belooesova / Oleg Protopopov ·
1968: Ljoedmila Belooesova / Oleg Protopopov ·
1972: Irina Rodnina / Aleksej Oelanov ·
1976: Irina Rodnina / Aleksandr Zajtsev ·
1980: Irina Rodnina / Aleksandr Zajtsev ·
1984: Jelena Valova / Oleg Vasiljev ·
1988: Jekaterina Gordejeva / Sergej Grinkov ·
1992: Natalja Misjkoetjonok / Artoer Dmitrijev ·
1994: Jekaterina Gordejeva / Sergej Grinkov ·
1998: Oksana Kazakova / Artoer Dmitrijev ·
2002: Jelena Berezjnaja / Anton Sicharoelidze en Jamie Salé / David Pelletier ·
2006: Tatjana Totmjanina / Maksim Marinin ·
2010: Shen Xue / Zhao Hongbo ·
2014: Tatjana Volosozjar / Maksim Trankov ·
2018: Aliona Savchenko / Bruno Massot ·
2022: Sui Wenjing / Han Cong